# Ventcat
El VENTCAT constitueix un pla especial amb la finalitat de disposar d'una planificació d'emergències que permeti afrontar i gestionar eficaçment les incidències i emergències que es puguin produir per efectes del fort vent a tot el territori català. El pla estableix l'estructura de resposta, l'operativa i els procediments necessaris per gestionar tot tipus d'incidents en cas de ventades.
Aquest pla s'activa segons les previsions meteorològiques emeses per l'Equip de Predicció i Vigilància del Servei Meteorològic de Catalunya quan existeix una certa probabilitat de superar determinats llindars de velocitat del vent. Aquests avisos o SMP (acrònim de Situació Meteorològica de Perill) porten associat un valor de perillositat en una escala entre 0 i 6.